# Eastport (Maine)
Eastport is een plaats (city) in de Amerikaanse staat Maine, en valt bestuurlijk gezien onder Washington County.

## Demografie
Bij de volkstelling in 2000 werd het aantal inwoners vastgesteld op 1640. In 2006 is het aantal inwoners door het United States Census Bureau geschat op 1584, een daling van 56 (-3,4%).

## Geografie
Volgens het United States Census Bureau beslaat de plaats een oppervlakte van 31,3 km², waarvan 9,5 km² land en 21,8 km² water. Eastport ligt op ongeveer 18 m boven zeeniveau.

## Plaatsen in de nabije omgeving
De onderstaande figuur toont nabijgelegen plaatsen in een straal van 68 km rond Eastport.